# Timm Zorn
Timm Zorn, född 1939, är en svensk-tysk målare och teaterdekoratör.
Zorn härstammar i tredje generationen från en farbror till Anders Zorn. Han studerade vid Akademie der Bildenden Künste München och har därefter arbetat som teaterdekoratör och hoppat in som skådespelare och regissör när personal saknats. Han var under några år anställd som regiassistent i München, Bayreuth, Ulm och Berlin. Tillsammans med sin släkting Björn Ståbi genomförde han en utställning med sin fria konst på Zornmuseet i Mora 1965. 